# Forte Bertheaume

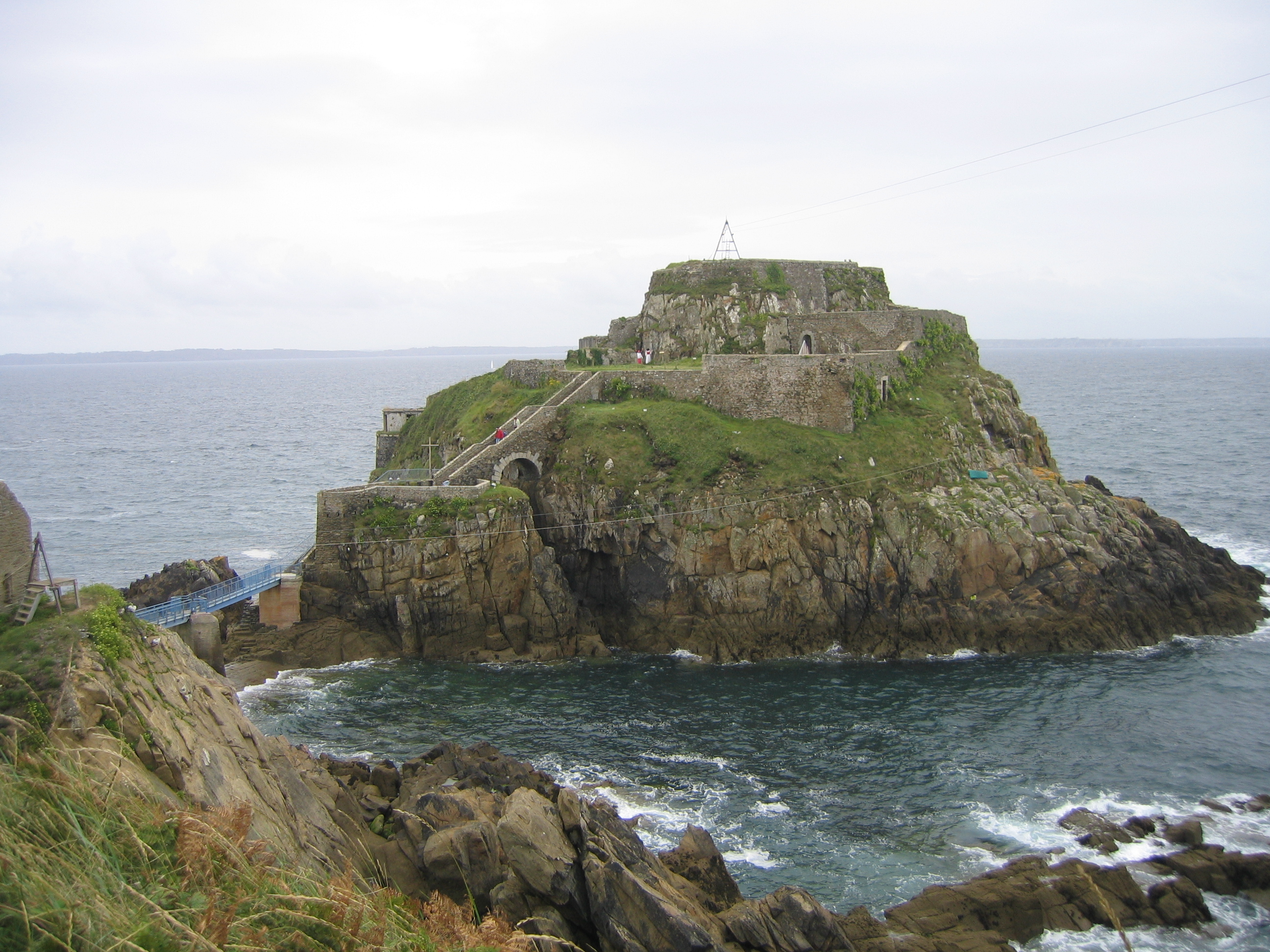
Vista del forte

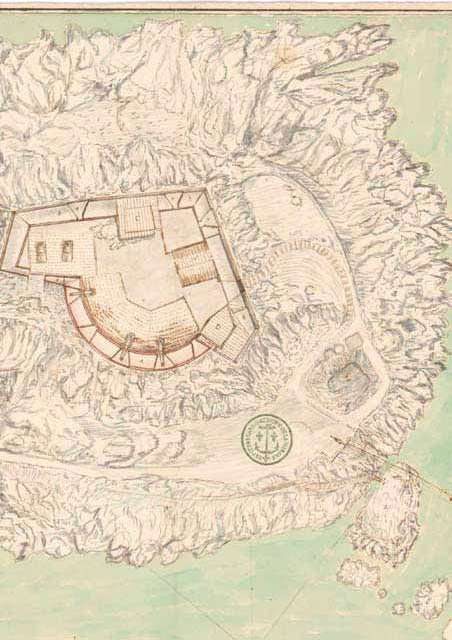
Mappa del forte

Il Forte Bertheaume è una fortezza in Plougonvelin, nel dipartimento di Finistère, in Francia. Si trova su un'isololotto, che è oggi collegato alla terraferma da un ponte pedonale. È stato utilizzato a lungo per monitorare l'accesso delle navi alla rada di Brest.

## Storia
Il forte Bertheaume fu menzionato per la prima volta in un atto dell'8 marzo 1474, ma pare che il primo forte fu distrutto già nel 1558. Sébastien Le Prestre de Vauban, nel tentativo di rafforzare il suo controllo sulla città di Brest, decise di erigere qui una batteria nel 1689, al fine di respingere qualsiasi potenziale attacco inglese. Ha dimostrato il suo valore durante l'invasione inglese su Camaret-sur-Mer nel 1694. Nel 1835 è stata costruita una passerella pedonale che collega l'isola alla terraferma.
Dal momento che fu riacquisto nel 1990 dal comune di Plougonvelin, il forte e l'area circostante è stata oggetto di scavi archeologici ed ha subito la riabilitazione per rendere il sito visitabile. Il problema principale era che la passerella doveva essere ricostruita ogni volta dopo che ogni anno le tempeste invernali la danneggiavano. La parte continentale della fortezza ospita oggi un teatro all'aperto.
Dalla terraferma, è possibile raggiungere il forte anche attraverso una zip-line che permette ai più avventurosi di scendere al forte direttamente appesi ad un filo metallico.